# 藤前干潟

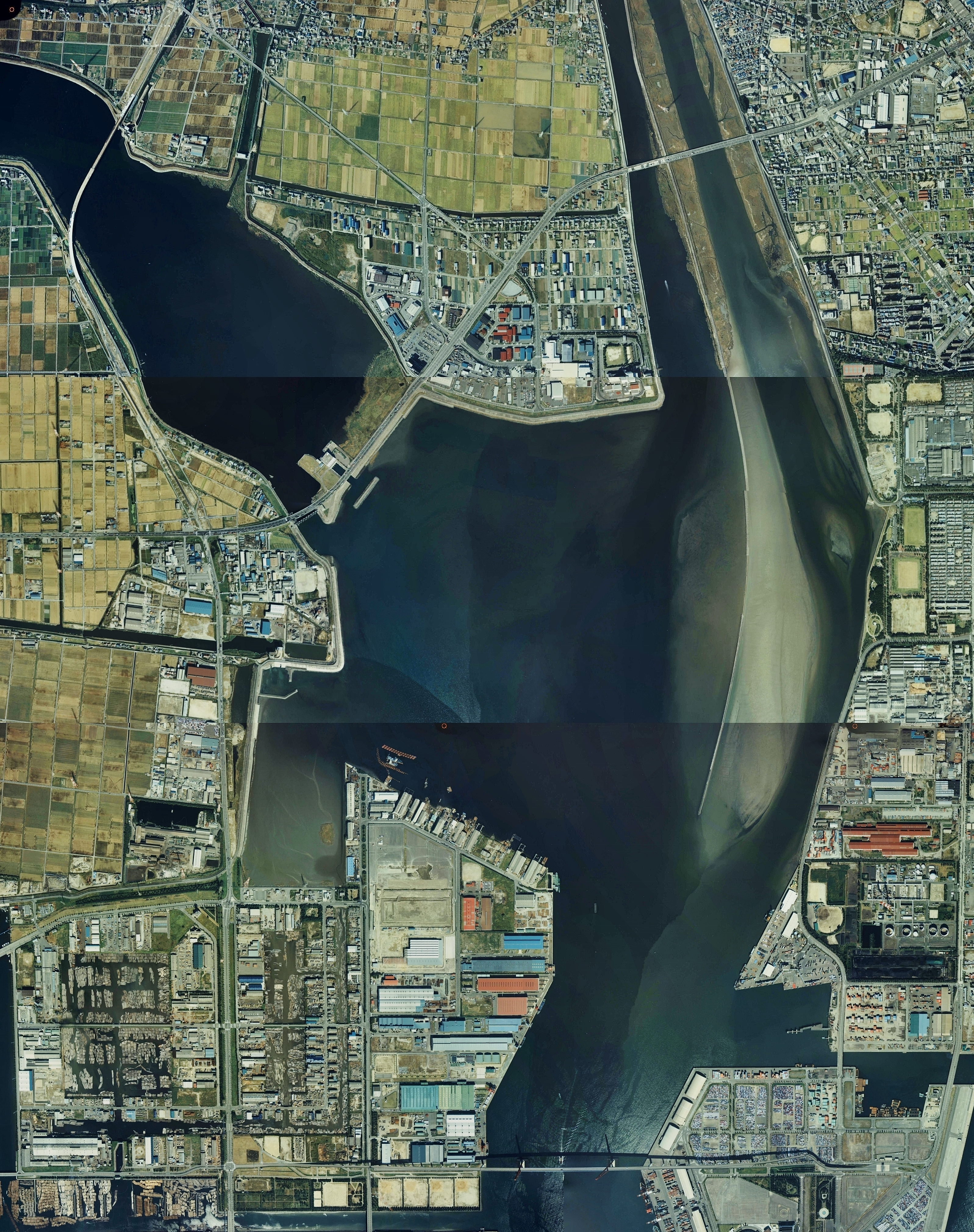
藤前干潟周辺の空中写真。1987年撮影の13枚を合成作成。
。

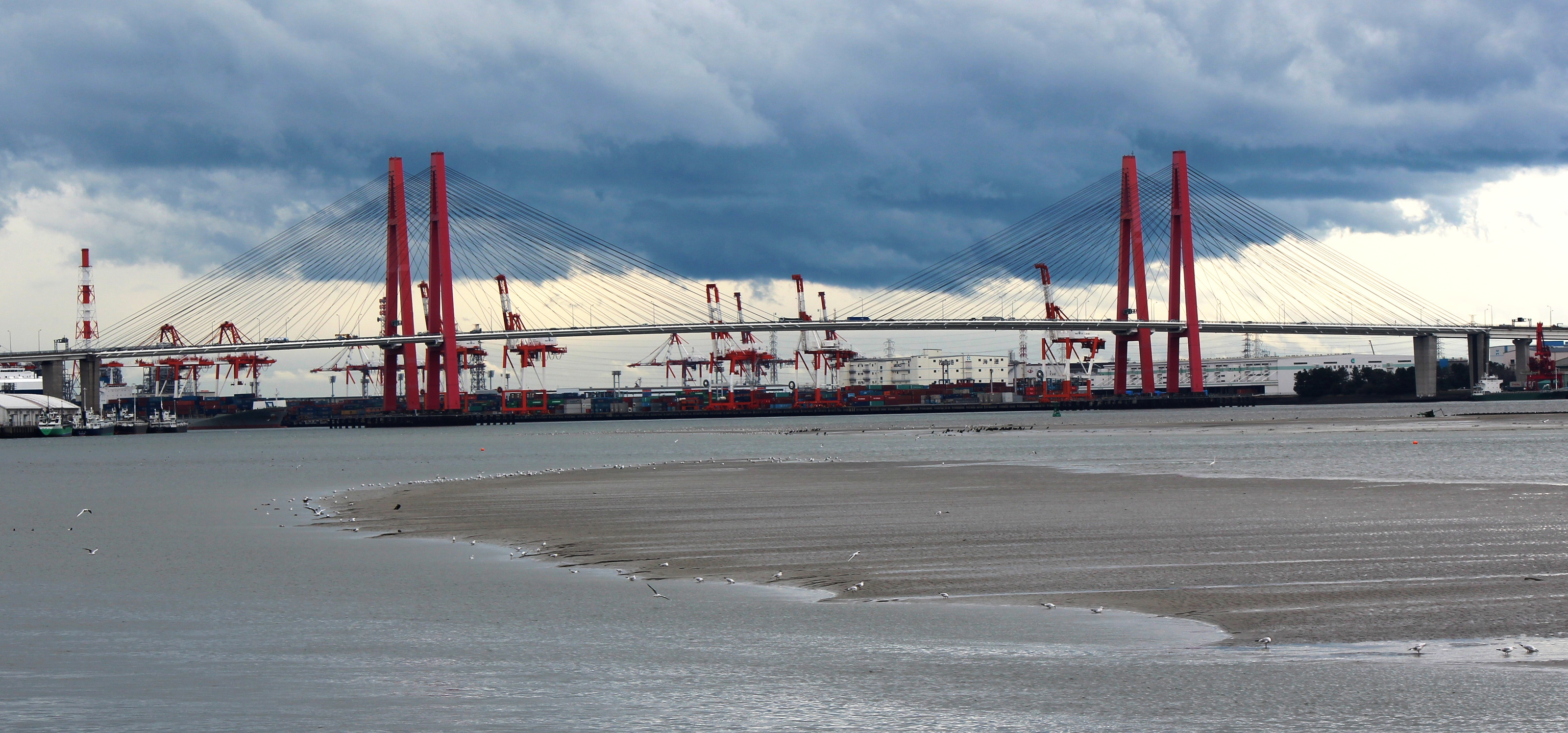
庄内川河口部の干潟で休息する水鳥と名港西大橋（名港トリトン）

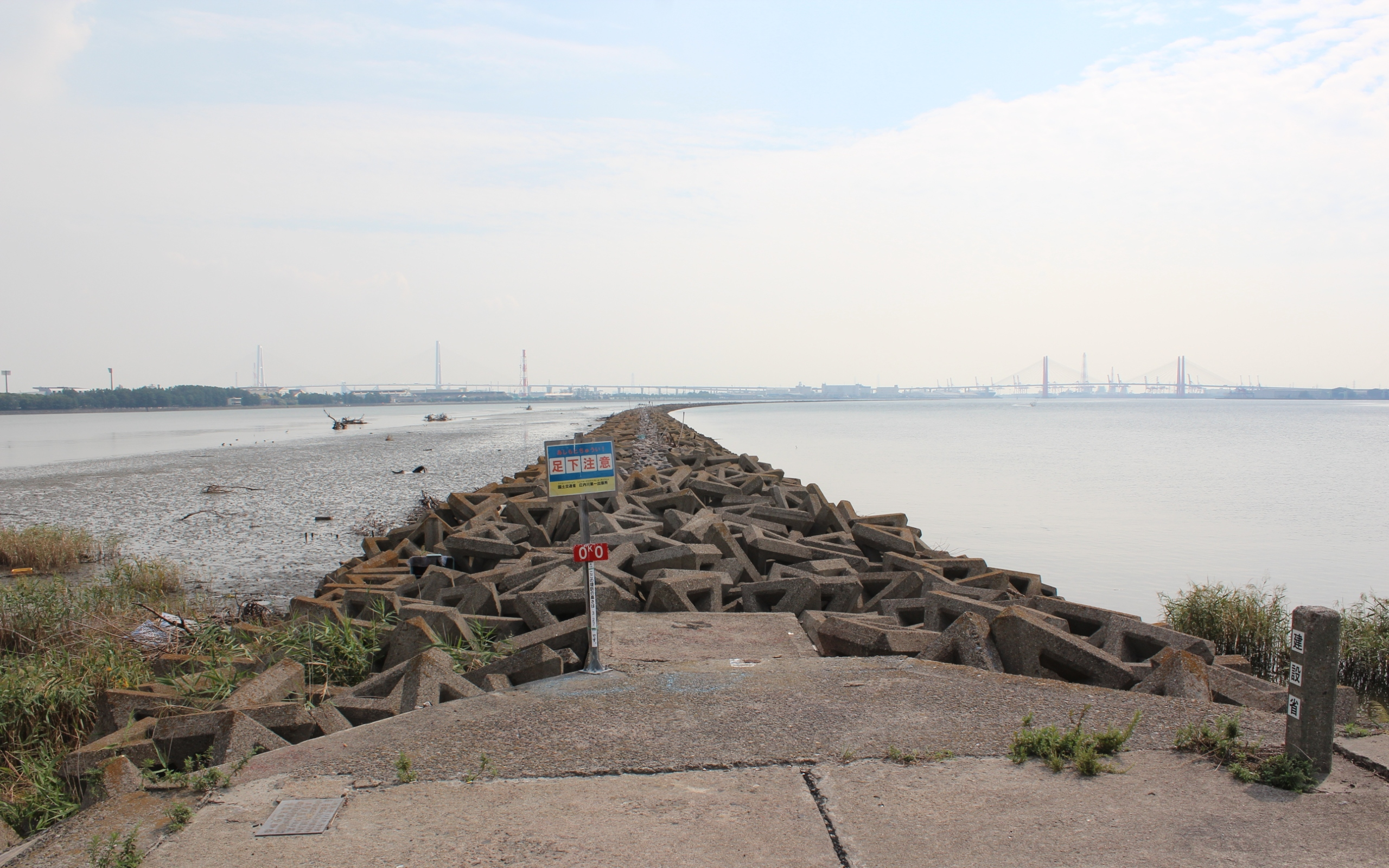
埋立が回避された庄内川と新川河口部の藤前干潟

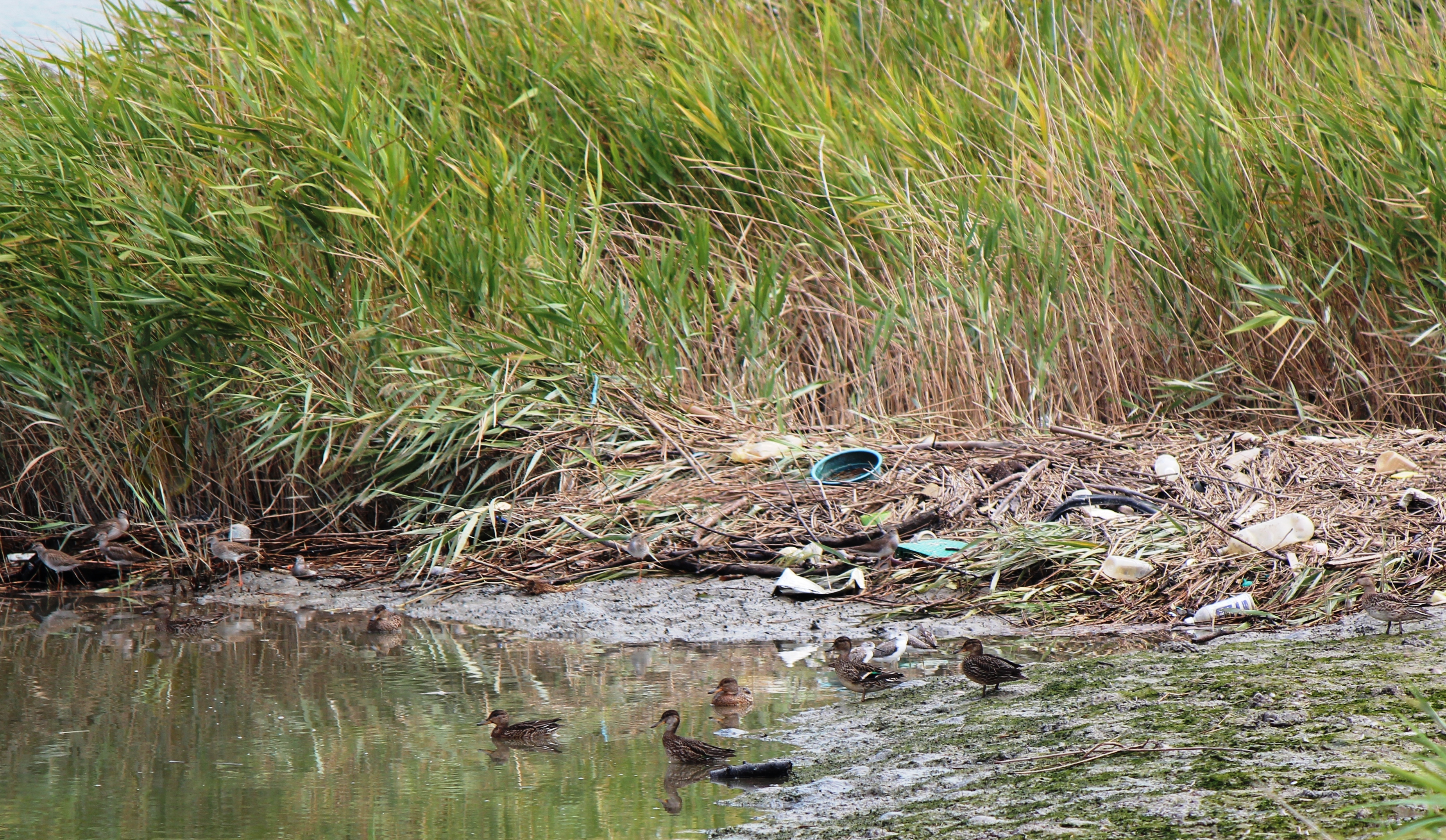
庄内川河口部の漂流ゴミと水鳥

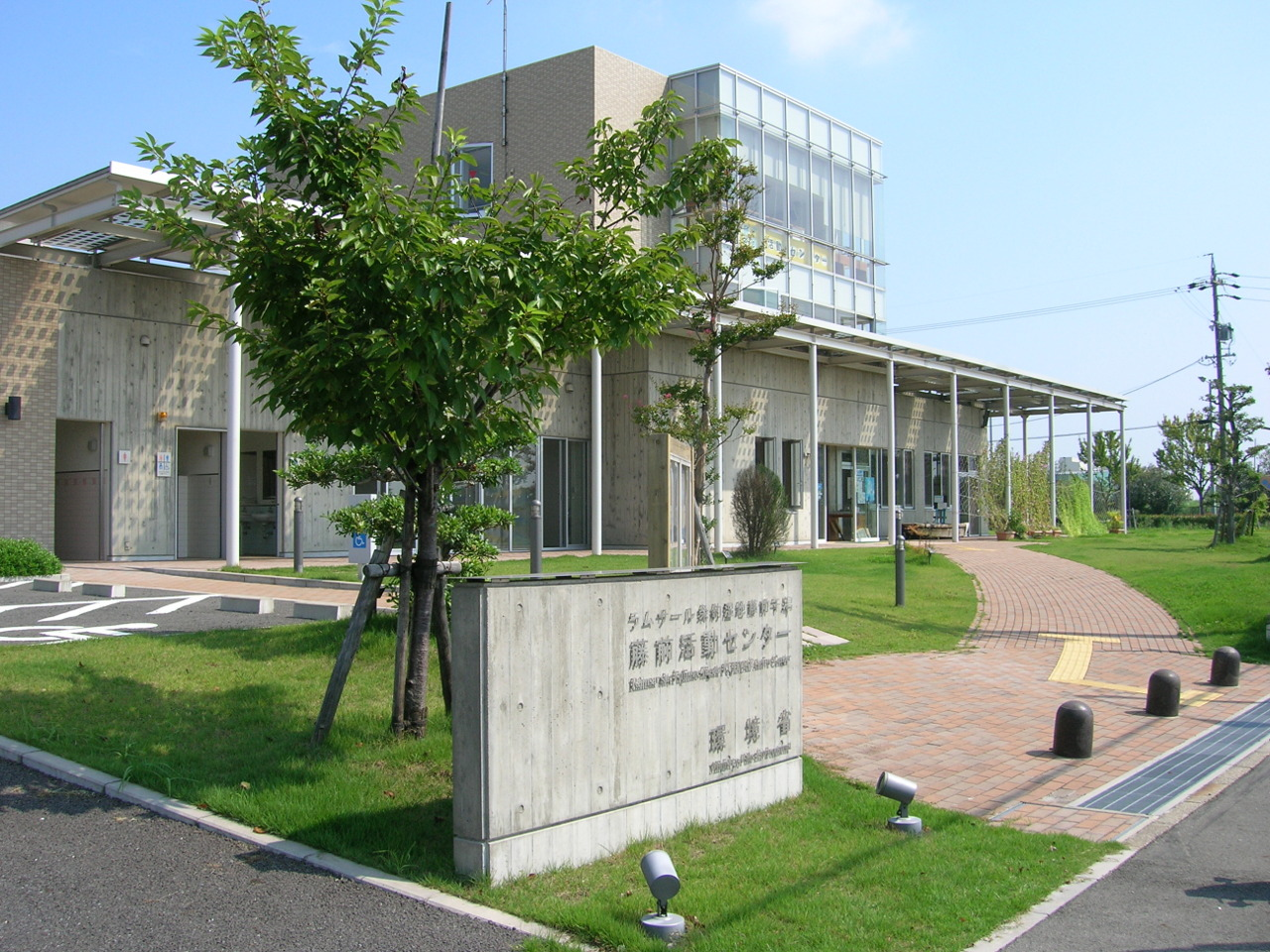
ラムサール条約湿地藤前干潟 藤前活動センター

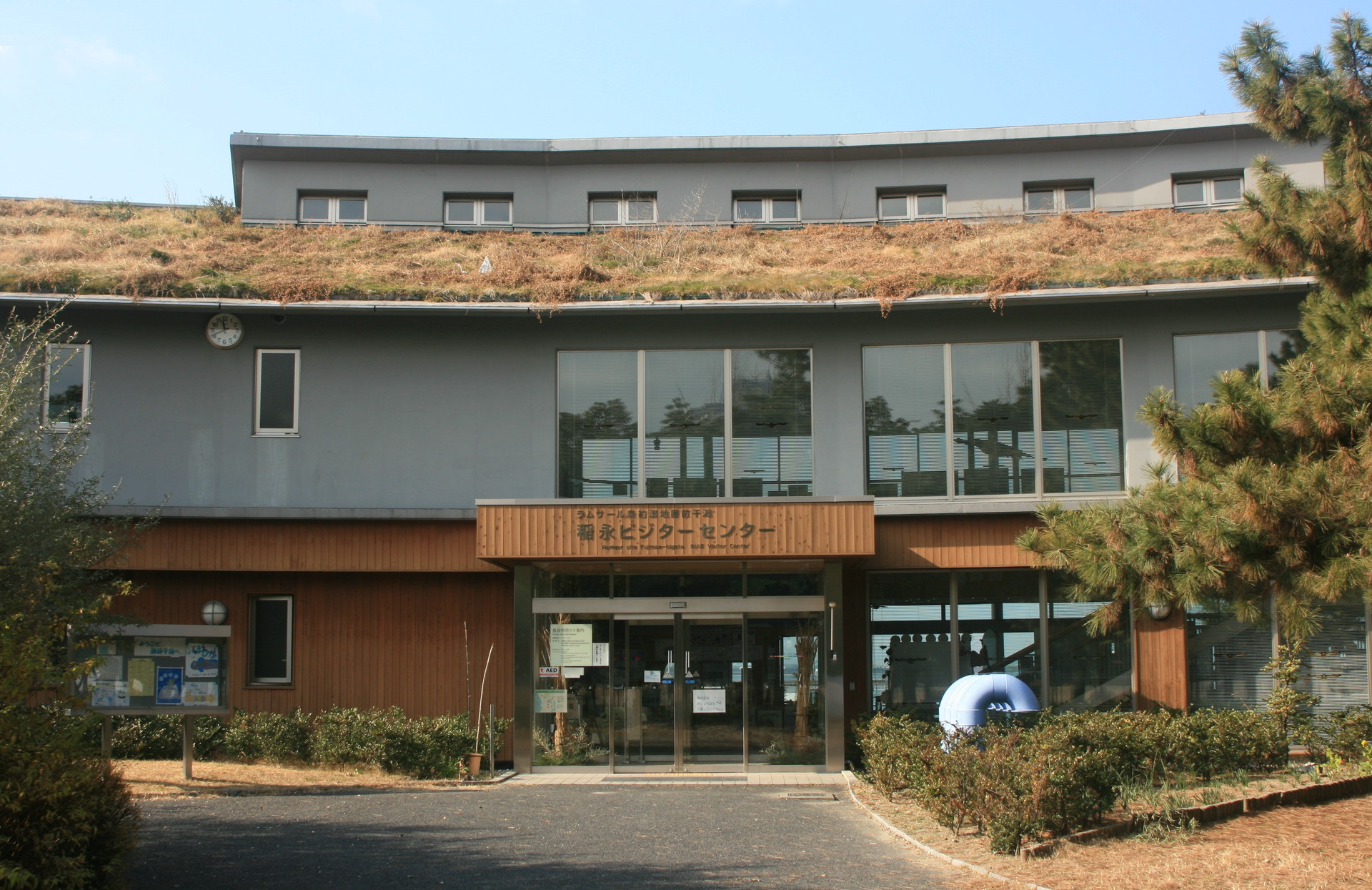
庄内川河口左岸の名古屋市野鳥観察館の南側に併設されている稲永ビジターセンター（環境省のラムサール条約関連施設）

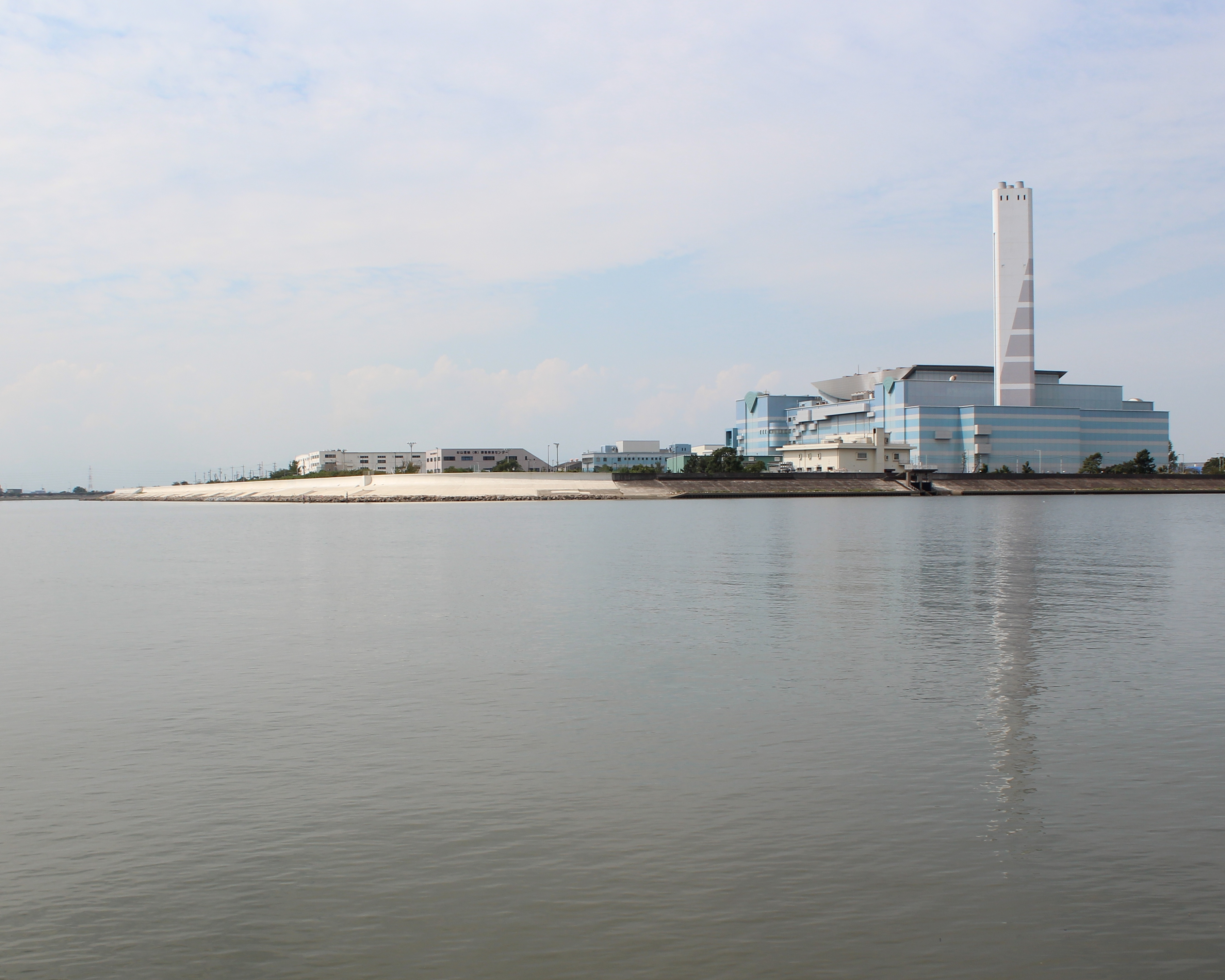
満潮時の庄内川河口と南陽工場

藤前干潟（ふじまえひがた）とは、愛知県名古屋市港区と海部郡飛島村にまたがる、ラムサール条約登録地の干潟である。

## 概要
藤前干潟は、名古屋港西南部の庄内川、新川と日光川の河口が合流する、名古屋市港区藤前地区の地先に広がる干潟である。かつて、西1区と呼ばれ、名古屋市のゴミ埋め立て予定地計画があった場所でもある。
干潟の面積はおよそ323ヘクタール（ha）。潮位が名古屋港基準面で70センチメートル以下になると、干潟が海面の上に現れる。伊勢湾に残る最後の大規模な干潟で、シギ・チドリ類やオナガガモ、スズガモといったカモ類など渡り鳥の飛来地として有名である。
ゴミ埋め立て計画中止後、藤前干潟と、隣接する庄内川・新川・日光川の3河川の河口にある庄内川河口干潟、新川河口干潟、飛島干潟の一部を保全し、2002年（平成14年）11月1日に国指定藤前干潟鳥獣保護区（集団渡来地）に指定（面積770ヘクタール、うち特別保護地区323ヘクタール）、同年11月18日にラムサール条約に登録された。2007年（平成19年）5月22日に、名古屋市とオーストラリアジロング市が湿地提携に調印し、両市は湿地映像の相互配信を行っている。

## 歴史
1950年代以前には藤前干潟がある伊勢湾最奥部には広大な干潟が広がっていたが、港湾開発・工場用地・農業用地の埋立開発により、そのほとんどが消滅した。名古屋市愛岐処分場（岐阜県多治見市）が2001年（平成13年）に満杯予定であったことから名古屋市が藤前干潟の一部を埋め立てる開発計画を立てたが、環境庁（現：環境省）や住民団体などの反対により埋立は撤回された。

## 年表
- 1950年代 - 伊勢湾最奥部の干潟など4,000ヘクタールほどが、臨海工業用地造成のために埋立地となる。
- 1964年（昭和39年） - 西部臨海団地が造成され、西側では農地としての鍋田干拓地の444ヘクタールの干拓が完了した。
- 1969年（昭和44年） - 伊勢湾台風後に、名古屋港の南端に高潮防波堤が建設された。
- 1981年（昭和56年）7月 - 藤前干潟の一部を含む西1区（101ヘクタール）が廃棄物処理用地等として港湾計画が立てられた。
- 1984年（昭和59年）6月 - 名古屋市が埋立による「ごみの最終処分場」を西1区に建設する計画を発表。
- 1985年（昭和60年）4月6日 - 庄内川河口部左岸に、藤前干潟の水鳥を観察するための「野鳥観察館」が開設された[9]。
- 1987年（昭和62年） - 「藤前干潟を守る会」の前身となる「名古屋港の干潟を守る連絡会」が発足。
- 1990年（平成2年）1月 - 環境庁が湾港審議会で藤前干潟の開発に対して、環境配慮するように指示した。
- 1991年（平成3年）6月 - 名古屋市議会に埋立中止請願書と10万人の署名が提出された。
- 1993年（平成5年）12月 - 名古屋市の事業計画が見直されて、46.5ヘクタールに縮小された計画で事業実施を決定された。
- 1997年（平成9年）3月 - 名古屋市港区藤前二丁目101番地に、可燃ゴミ焼却施設の「名古屋市新南陽工場」が完成[10]。
- 1998年（平成10年） - 名古屋市が環境影響評価書を公表し、藤前干潟の埋立の環境への影響代償措置として人工干潟の造成を指示したが、環境庁と運輸省はこの人工干潟を承認しなかった。
- 1999年（平成11年）1月 - 名古屋市が藤前干潟の埋立計画を断念。翌月「ごみ非常事態」を宣言し、その後徹底したごみの分別とリサイクルの取り組みが行われた[6]。
- 2002年（平成14年）11月1日 - 国の鳥獣保護区（集団渡来地）の指定を受けた。
- 2002年11月18日 - ラムサール条約第8回締約国会議（COP8）にて、「藤前干潟」としてラムサール条約に登録された。
- 2004年（平成16年）10月5日- 「藤前干潟クリーン大作戦実行委員会」が結成された。
- 2005年（平成17年）3月27日 - 藤前干潟の接岸部に藤前活動センター、庄内川左岸河口にある稲永公園内に稲永ビジターセンターが開設された[9]。
- 2012年（平成24年） - 庄内川河口部左岸堤防の高潮堤防改修工事が完了[11]。

## ゴミ埋め立て処分場問題
この問題は、名古屋市がこの干潟をゴミ処分場にするという計画が持ち上がったことがきっかけに発生した。名古屋市はアセスメントを行った結果、その計画が渡り鳥などの生態に影響すると知りながらも、人工干潟の造成を条件に埋め立てを実行に移そうとした。しかし、1999年（平成11年）に環境庁は人工干潟の造成では現環境の維持は極めて困難とする見解を出した。寺田達志環境庁環境影響評価課長が検討結果を持って名古屋市役所に単身で訪れるなど異例の行動で強硬な反対姿勢を示したほか、市民運動なども活発に行われ、その結果名古屋市は埋め立てを断念。ゴミの増大に悩む名古屋市のゴミ収集制度見直しの契機となった。

## 藤前干潟の生物

### 鳥類
東アジアで繁殖した多数のシギ類とチドリ類が春と秋に旅鳥として飛来する重要な中継地の一つである。採餌と休息を行った後にオーストラリアやニュージーランドへと渡り越冬する。「ダイゼンの越冬群」と「ハマシギの越冬群」が愛知県のレッドリストで地域個体群の指定を受けている。冬にはロシア極東やアラスカ方面で繁殖した多数のカモ類が飛来し越冬する。ミサゴなどの猛禽類、アオサギ、カルガモ、カワウなどは一年中この周辺に留まる。172種の鳥類が確認されている。シギ・チドリ類は41種確認されている。各季節ごとに干潟で見られる代表的な種を以下に示す。

#### 鳥類の種類
- 旅鳥 - アオアシシギ、オグロシギ、ダイシャクシギ、ダイゼン、トウネン
- 夏鳥 - コアジサシ、ササゴイ、チュウシャクシギ
- 冬鳥 - コガモ、ズグロカモメ、スズガモ、ハマシギ
- 留鳥 - アオサギ、カルガモ、カワウ、ミサゴ

他にはカラフトアオアシシギ、サンカノゴイ、ツクシガモも見られる。

### 渡り鳥の飛来調査
環境省により、藤前干潟の渡り鳥の飛来調査が行われている。毎年定期的に60種ほどの水鳥が確認されている。スズガモ、オナガガモ等のカモ類が10月から3月にかけて約1万羽、ハマシギが10月から5月にかけて約3000羽確認されている。2011年（平成23年）9月6日から2012年（平成24年）6月26日までの期間で、30回飛来数の調査が行われた。周辺には稲永公園などの森があるため、水鳥以外の多数の野鳥も観察できる。

#### 飛来調査の種類
- 1回の調査当たり1000羽以上が確認された種 - カワウ(7300)、スズガモ(4220)、オナガガモ(1647)、ハマシギ(1552)、トウネン(1524)、コガモ(1213)、キンクロハジロ(1197)、カルガモ(1050)、
- 1回の調査当たり100羽以上が確認された種 - ユリカモメ(591)、カモメ(537)、ヒドリガモ(498)、ホシハジロ(433)、マガモ(363)、コアジサシ(306)、ウミネコ(285)、ハシビロガモ(240)、キアシシギ(157)、オカヨシガモ(125)
- 1回の調査当たり50羽以上が確認された種 - ソリハシシギ(99)、ダイゼン(97)、セグロカモメ(81)、ドバト(70)、シロチドリ(63)、アオアシシギ(62)、カンムリカイツブリ(60)
- 1回の調査当たり10羽以上が確認された種 - ダイサギ(48)、アオサギ(43)、ハシボソガラス(41)、ミサゴ(38)、スズメ(35)、ハジロカイツブリ(34)、ダイシャクシギ(32)、オバシギ(32)、オオヨシキリ(30)、コサギ(30)、ツバメ(26)、ムクドリ(24)、ズグロカモメ(22)、ツグミ(18)、イソシギ(16)、オオジュリン(14)、カワラヒワ(12)

### 底生動物
ゴカイ、貝、カニなど174種ほどの底生生物の生息が確認されていて、河口域の水質浄化の役割を果たしている。カニやゴカイ類などは渡り鳥などのエサとなっている。

#### 底生動物の種類
- 貝類 - カワザンショウガイ（セブアノ語版）、シロスジフジツボ（英語版）、フトヘナタリ、ソトオリガイ（セブアノ語版）、ヤマトシジミ
- 甲殻類 - アナジャコ、クロベンケイガニ、コメツキガニ、チゴガニ、ヤマトオサガニ、ユビナガホンヤドカリ
- 魚類 - ウナギ、トビハゼ、ボラ、エドハゼ（スペイン語版）[3]

### 哺乳類
- 鯨類 - スナメリ（現存する国内の干潟で鯨類が生息する希有な例）

### 生物の画像集

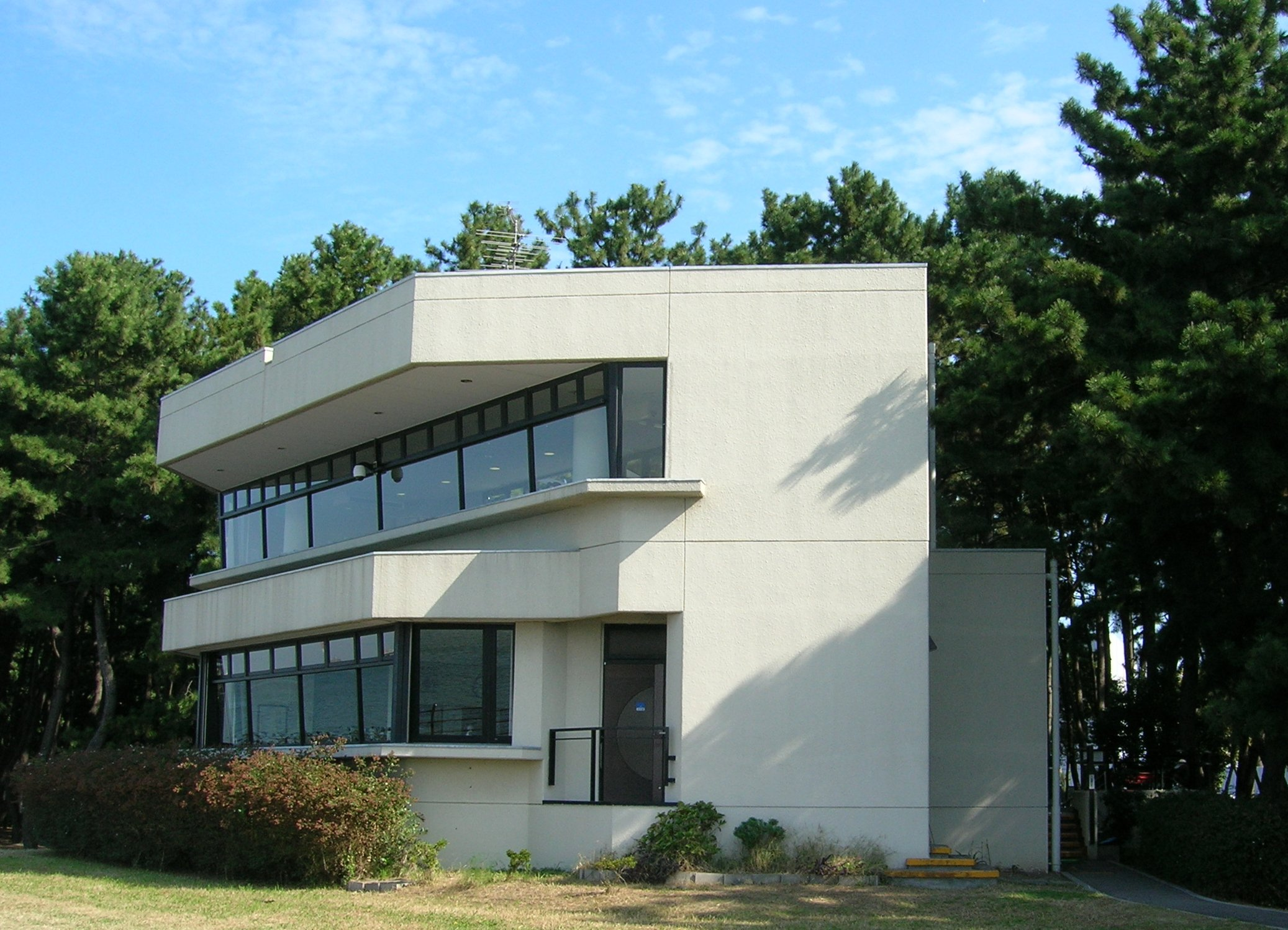
稲永公園の名古屋市野鳥観察館（館内に設置されたフィールドスコープなどを利用して干潟の野鳥観察ができる）
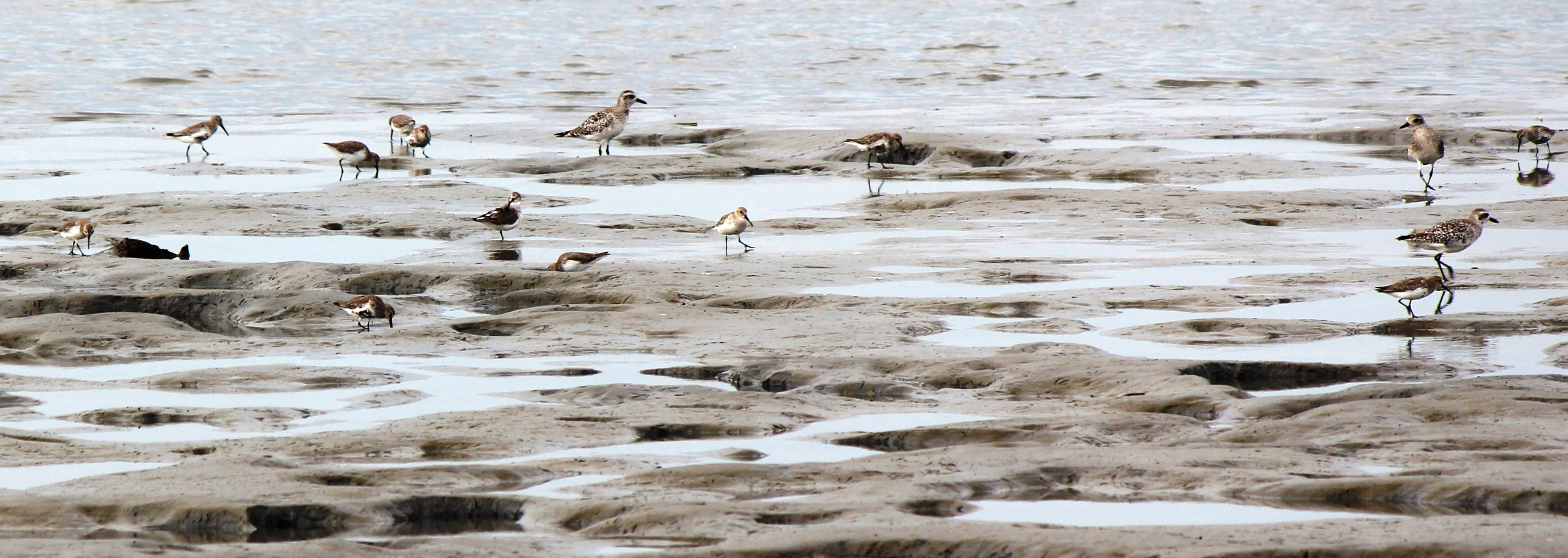
ダイゼンとハマシギの群れ（愛知県指定地域個体群）
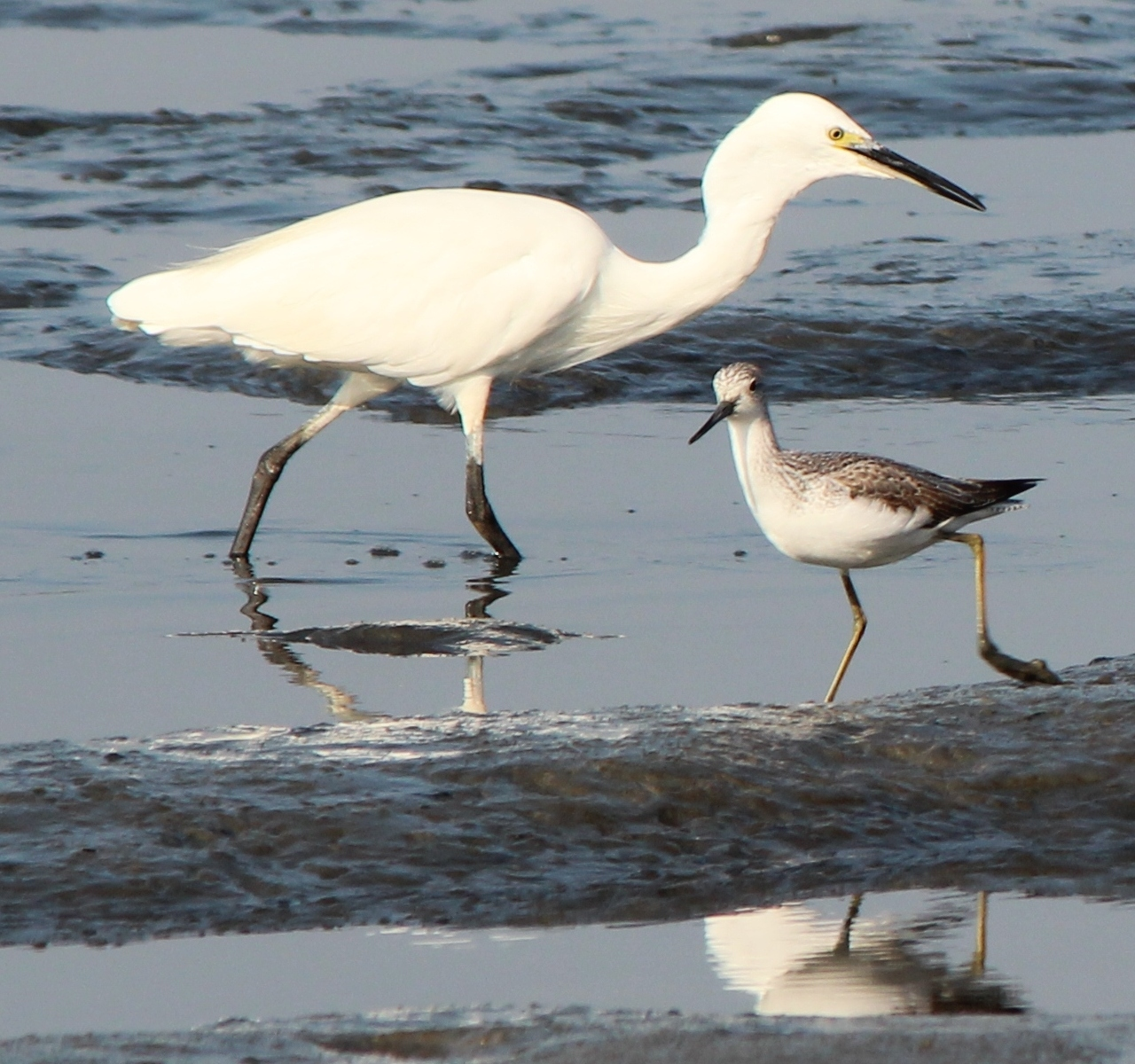
コサギとアオアシシギ
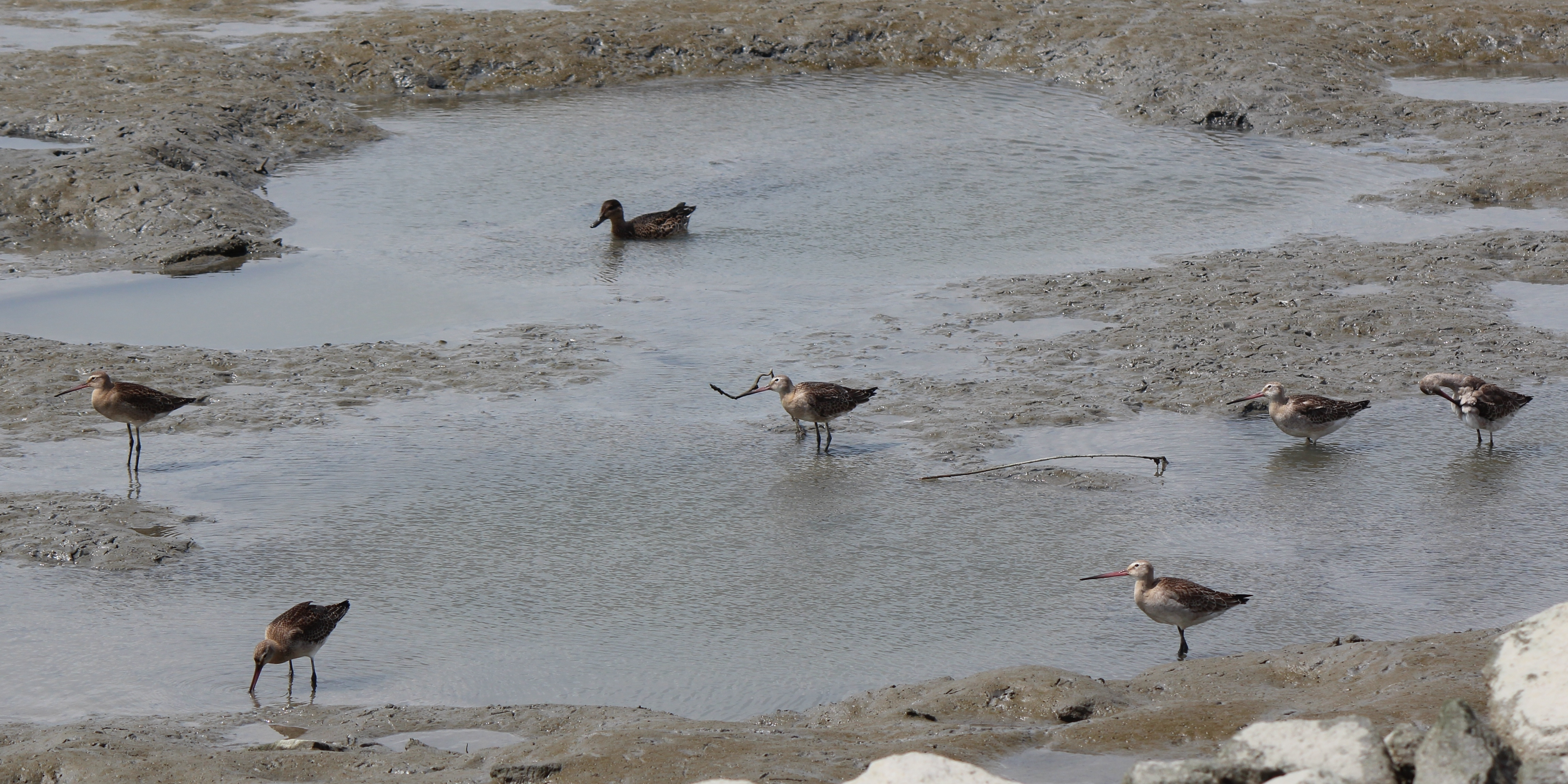
干潟でゴカイなどの捕食を行うオグロシギの群れとコガモ
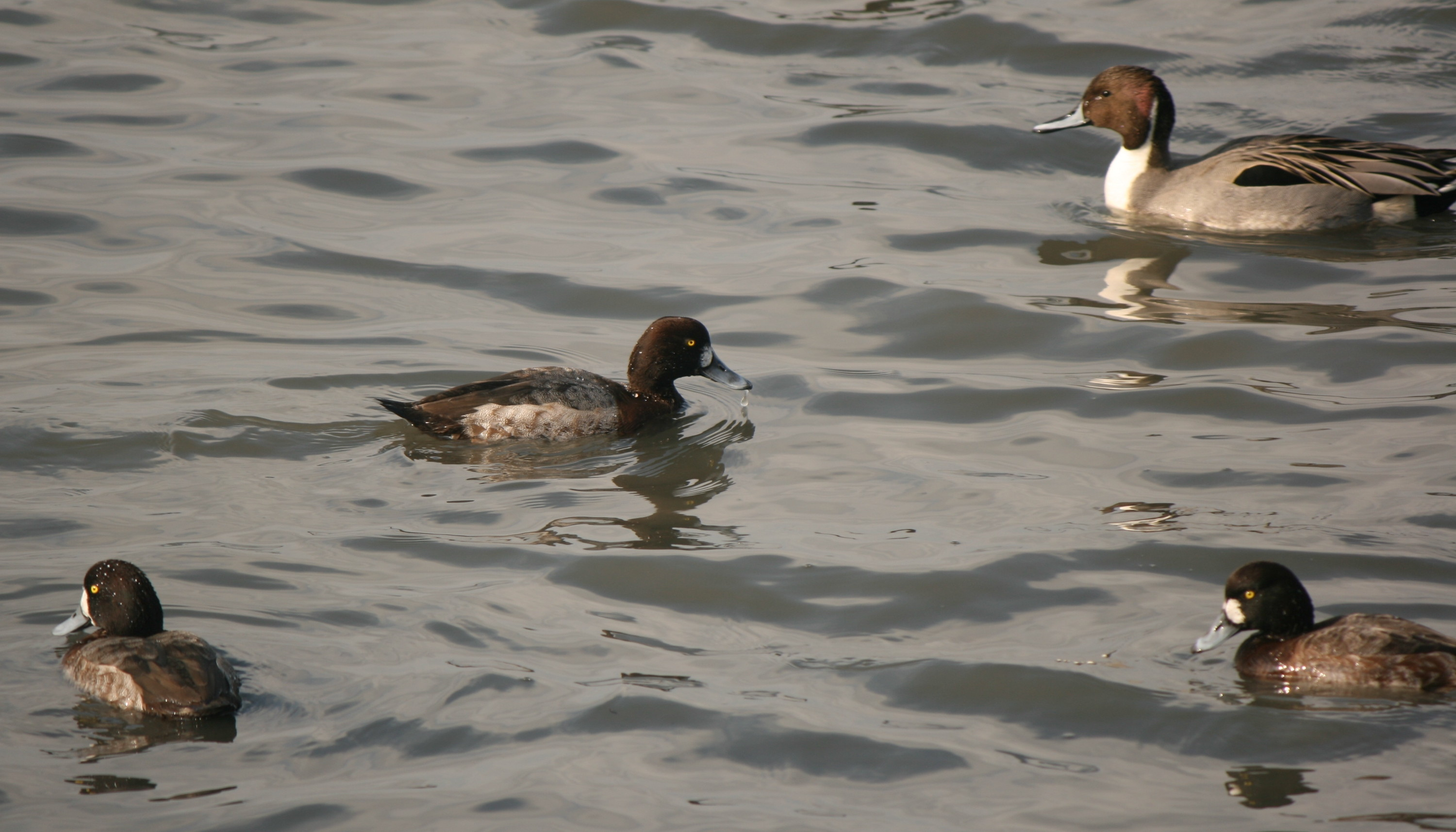
冬にオナガガモやスズガモなどの渡り鳥が飛来する
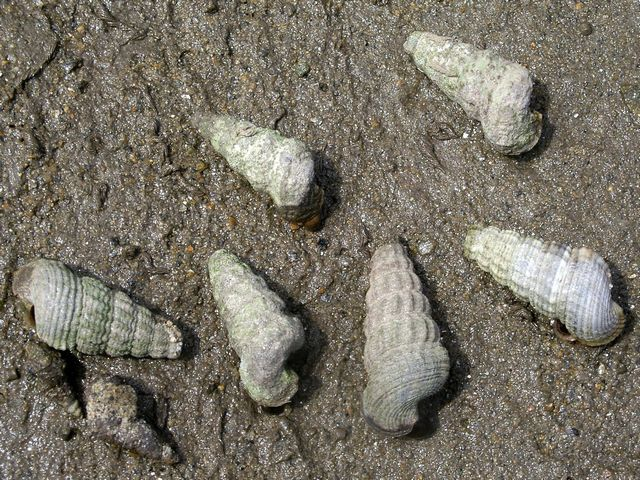
フトヘナタリ
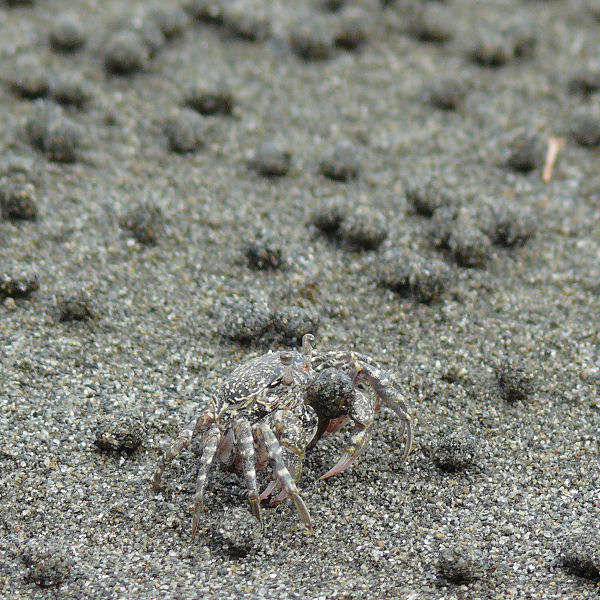
砂団子を作るコメツキガニ
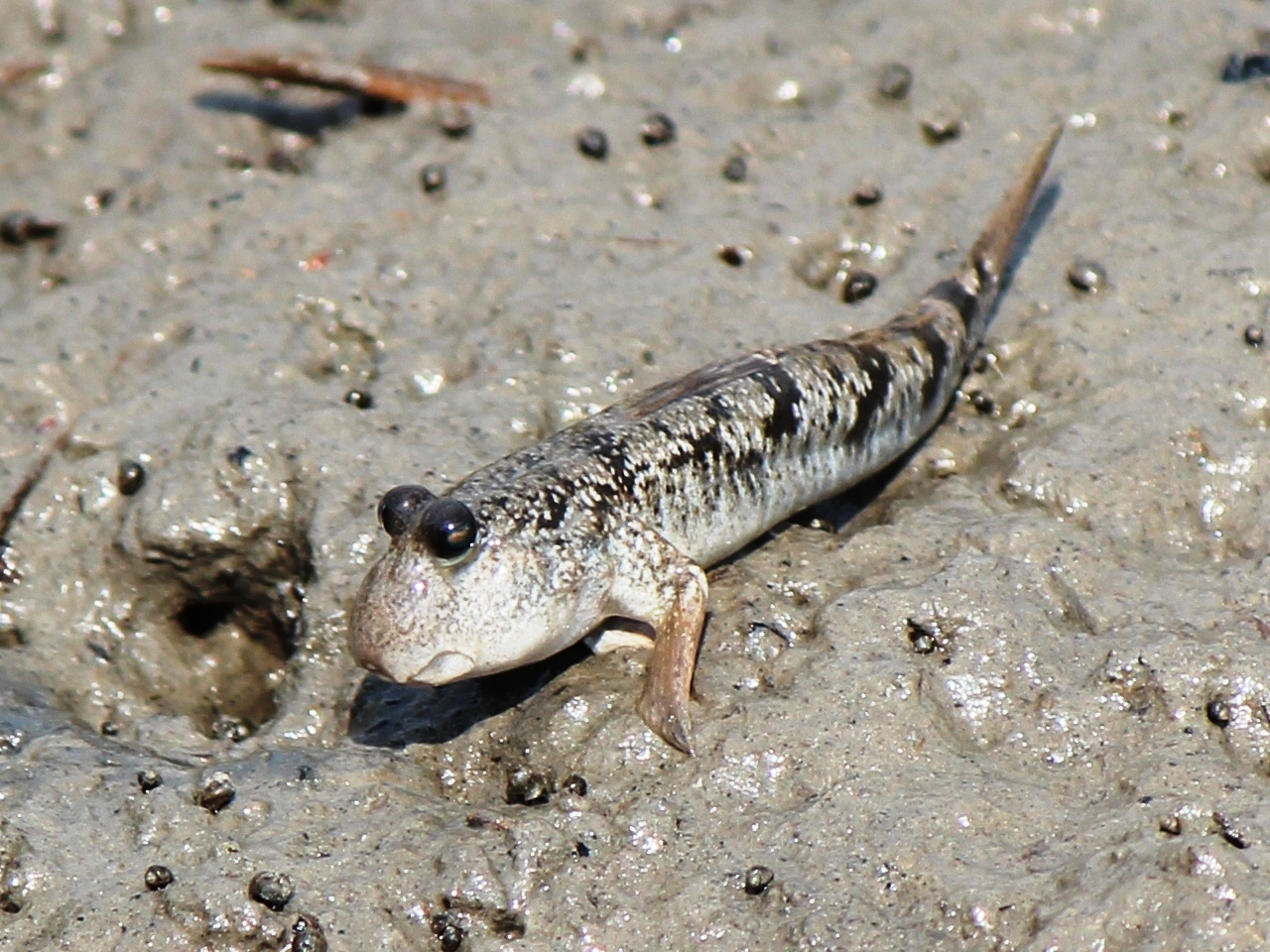
干潟で匍匐前進するトビハゼ

## 藤前干潟の課題
干潟には不法投棄や河川の上流から漂流ゴミが多く、アシ原などの窪地などに大量のゴミが堆積している。クリーン大作戦などの清掃活動が行われているが、流入するゴミに対応し切れていない。回収が難しい微細なマイクロプラスチックも多く漂着している。
近年は釣り人の急増により、釣りごみ（ルアーや針、釣り糸、餌の袋など）の投棄や、浅瀬での根掛かりで放棄された釣り糸や針が多く見られ、鳥獣保護区内での釣りごみに起因する傷害鳥が目立つようになった。

## 関連施設

### 藤前干潟エリア
- ラムサール条約湿地藤前干潟・藤前活動センター、その東側には名古屋市のゴミ焼却場（南陽工場）がある[20]。

### 稲永公園・庄内川河口エリア
- ラムサール条約湿地藤前干潟・稲永ビジターセンター
- 名古屋市野鳥観察館（いずれも稲永公園内）

## 交通アクセス

### 藤前干潟エリア
- 各線名古屋駅から三重交通バス 南桑名行き「南陽町藤前」バス停下車、徒歩で約15分。（早朝と夕方に1本ずつのため、基本的に路線が廃止されたと思った方がいい。）
- 名古屋市営地下鉄名港線 東海通駅から名古屋市営バス 日光川公園行き「藤前5丁目」または「日光川公園」バス停下車、徒歩で約20分。
- 国道23号（名四国道）藤前5交差点から東南東へ0.6 km。

### 稲永公園・庄内川河口エリア
- 名古屋駅から名古屋臨海高速鉄道西名古屋港線（あおなみ線） 野跡駅下車、徒歩で約10分。
- 名古屋市営地下鉄名港線 築地口駅から名古屋市営バス 幹築地1系統 フェリーふ頭行き「稲永スポーツセンター」バス停下車、徒歩で約5分。
- 各線金山駅から名古屋市営バス 金山25系統 野跡駅行き「終点」下車、徒歩で約10分。
- 伊勢湾岸自動車道名港中央インターチェンジから北へ2.6 km。

## その他
NPO法人藤前干潟を守る会により、「ガタレンジャー」と呼ばれるボランティアガイドが組織されている。